# Beauvais
Beauvais (wymowaⓘ [bovɛ]) – miejscowość i gmina we Francji, w regionie Hauts-de-France, w departamencie Oise.
Według danych na rok 1990 gminę zamieszkiwało 54 190 osób, a gęstość zaludnienia wynosiła 1624 osoby/km² (wśród 2293 gmin Pikardii Beauvais plasuje się na 3. miejscu pod względem liczby ludności, natomiast pod względem powierzchni na miejscu 16.). Zgodnie z francuskim modelem społecznym ok. 43% mieszkańców miasta zajmuje lokale o czynszu subsydiowanym, a dużym pracodawcą są instytucje publiczne (przykładowo merostwo Beauvais zatrudnia ok. 130 ogrodników i pracowników zieleni miejskiej).

## Zabytki

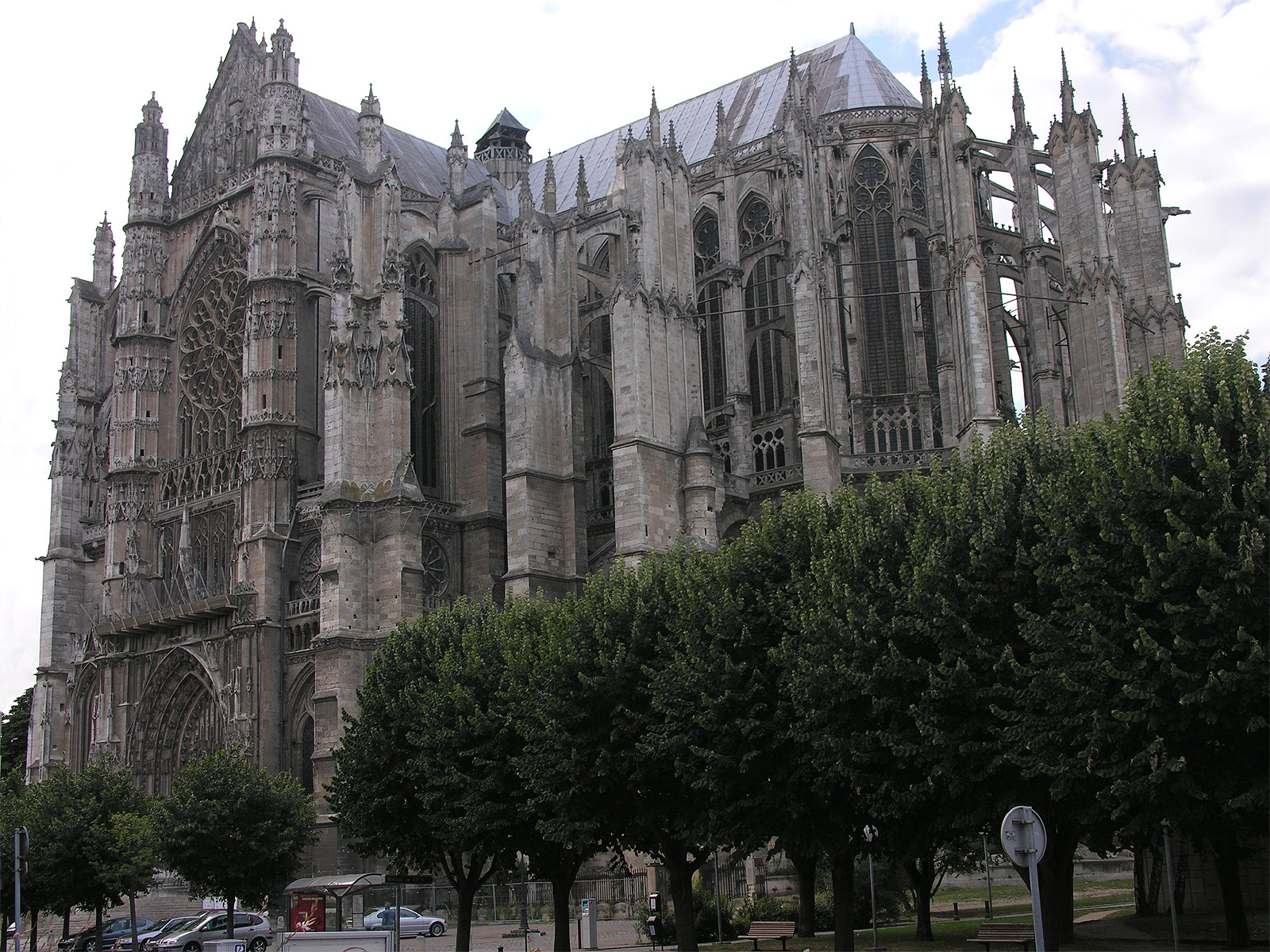
Katedra św. Piotra w Beauvais

W Beauvais znajduje się jedna z najsłynniejszych katedr francuskiego gotyku – pod wezwaniem św. Piotra – o najwyższym sklepieniu gotyckim na świecie, o wysokości 48,5 metrów. W wyniku trzech kolejnych katastrof podczas jej budowy powstał tylko chór i transept; nawa, której strop runął w 1573 r., nie została ukończona.
W Beauvais znajduje się również cmentarz wojskowy, na którym pochowani zostali żołnierze polegli w czasie II wojny światowej.

## Gospodarka
- Zakłady przemysłowe:
  - fabryka traktorów amerykańskiej marki Massey-Ferguson[3]
  - fabryka autobusów elektrycznych chińskiej marki BYD (od 2018, w położonej pod Beauvais gminie Allone)[4]
  - fabryka gąbek Spontex SNC[5]
  - fabryka szczotek La Brosse et Dupont
  - zakłady produkcji lodów i sorbetów Findus
  - zakłady  produkcji perfum i kosmetyków Givenchy.

## Transport
W mieście znajduje się stacja kolejowa Gare de Beauvais. W pobliżu miasta, w Tillé, znajduje się międzynarodowy port lotniczy Beauvais-Tillé, obsługiwany przez tanie linie lotnicze, (m.in. bezpośrednie połączenia z Warszawą, Rzeszowem, Poznaniem, Gdańskiem, Katowicami, Krakowem i Wrocławiem). Lotnisko ma stałe połączenie autobusowe z Paryżem.

## Ludzie urodzeni w Beauvais
W Beauvais urodzili się francuski matematyk Henri Lebesgue oraz słynny projektant mody Hubert de Givenchy.

## Miasta partnerskie
- Maidstone, Wielka Brytania
- Witten, Niemcy
- Setúbal, Portugalia
- Dej, Rumunia
- Tczew, Polska